# Шубарколь
Шубарко́ль (каз. Шұбаркөл) — селище у складі Нуринського району Карагандинської області Казахстану. Адміністративний центр та єдиний населений пункт Шубаркольської селищної адміністрації.
Населення — 1142 особи (2021; 543 у 2009, 669 у 1999).
Селище було утворене 1992 року у зв'язку з видобутком вугілля на Шубаркольському родовищі.